# 石禮謙

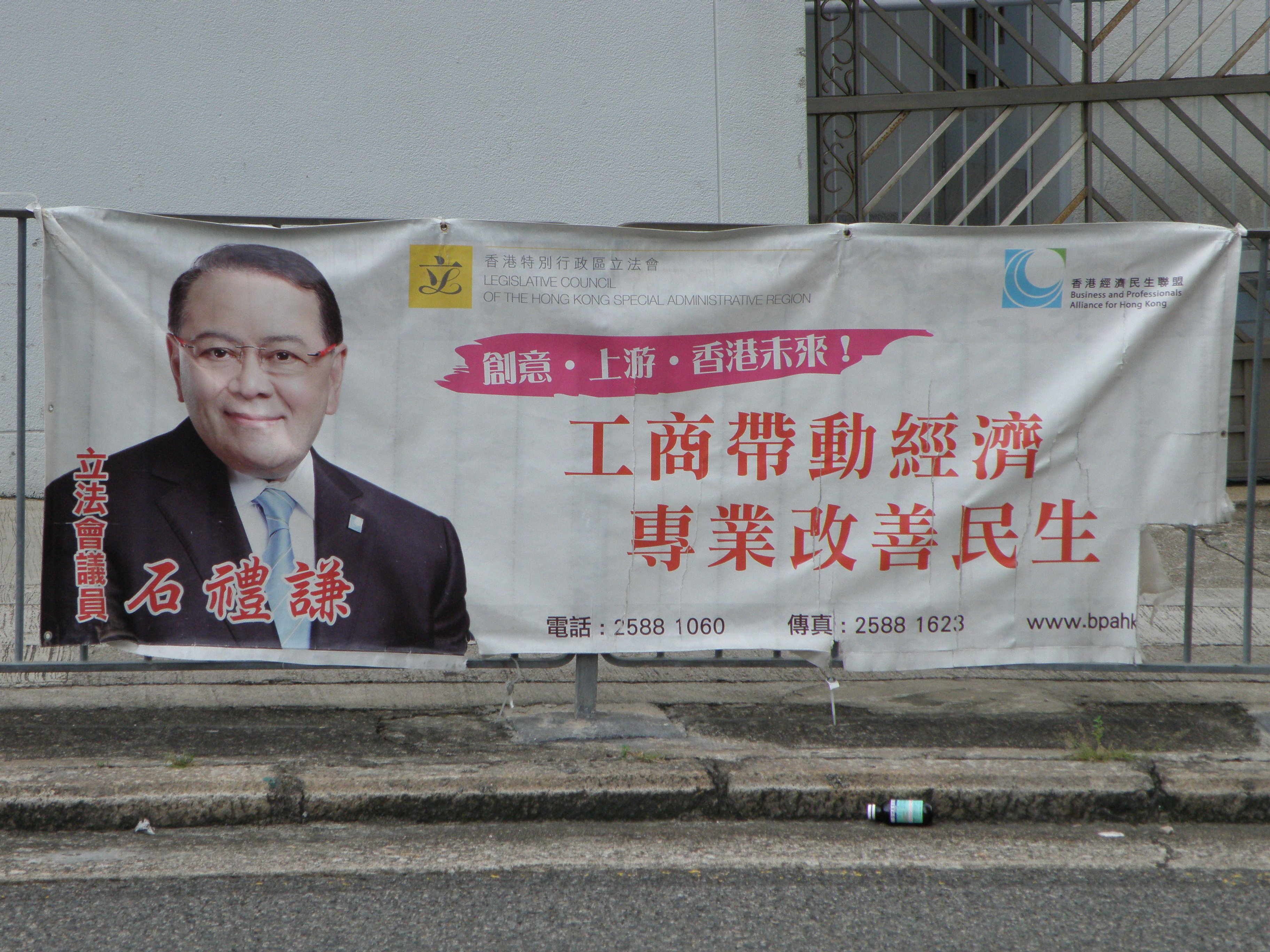
石禮謙街上橫額

石禮謙，GBS，JP（1945年6月24日—），原名Razack Ebrahim Abdul，廣東順德人，澳門出生，於香港長大及接受教育，皇仁書院1963年會考班畢業，曾任香港立法會議員，為建制派政黨經民聯創會成員之一，2000年循地產及建造界功能界別進入立法會，2004年、2008年、2012年及2016年均以無競爭對手自動當選獲得連任。

## 生平

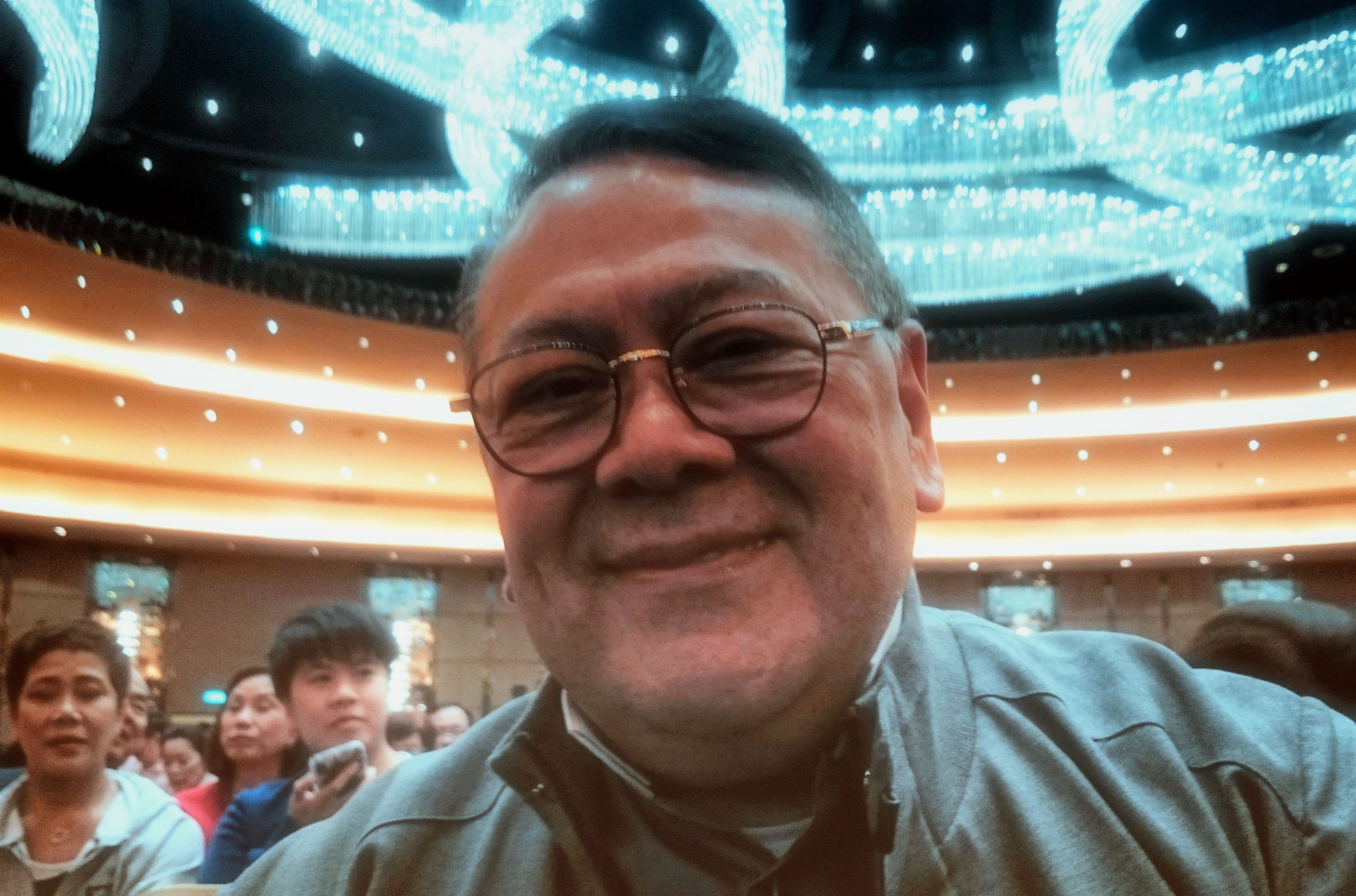
石禮謙於九龍灣國際展貿中心

石禮謙祖籍廣東省佛山市順德區，1945年在葡屬澳門出生，其後到澳洲生活。他曾就讀高主教書院，1958年畢業於聖若瑟小學，1963年畢業於皇仁書院。1969年5月及1970年3月，分別取得悉尼大學文學學士學位及教育文憑。在1970年代回港發展之前，石禮謙曾於悉尼任教職。於澳洲畢業後，他回港在太古船務代理有限公司工作，之後於董浩雲集團香港郵船有限公司擔任總經理，其後成為九廣鐵路公司商務總監及土地發展公司的行政總裁，自2000年起立法會擔任地產及建造界功能界別議員。

## 爭議

### 上市公司利益
2008年香港聯合交易所提出延長上市公司董事禁售期，石禮謙與多間上市公司提出反對。股評人David Webb批評石禮謙是10多間上市公司的非執行董事，質疑石禮謙「正在為誰服務？」。

### 無投票支持政改
2015年6月17至18日，立法會討論及表決政改方案。泛民事前表明不接受特首參選人需取得過半提委支持才能成為候選人的規定，又稱不能令港人成「橡皮圖章」，加上醫學界梁家騮因為多個業界民調都顯示反對政改的醫生較支持多，而決定投反對票，議案預料難以獲三分之二議員支持通過。當天建制派為了等待遲到的劉皇發一起表決，33名建制派離場，意圖令會議流會，讓劉趕及回來。然而部份建制派並未有一起離場，導致會議有足夠人數繼續進行，最後立法會以廿八票對八票大比數否決政改方案。事後建制派議員紛紛到中聯辦交代事件。

### 2016年立法會選舉主席風波
2016年第六屆立法會首次會議，獲建制派推舉的梁君彥因被揭擁有英國國籍，參選香港立法會主席的資格成疑，首次會議當日，三位非建制派議員游蕙禎、梁頌恆、姚松炎被認為沒有進行有效宣誓，被立法會秘書處剝奪參與投票的權利（2012年黃毓民同樣無進行有效宣誓，但獲容許參與投票）。當時作為主持人的梁耀忠宣佈離席，不再主持主席投票，由建制派石禮謙代他主持會議。石禮謙其後換房開會並強行啟動投票，更禁止未完成宣誓的三人出席會議。面對非建制派抗議，石禮謙大聲道：「揼佢哋出去！繼續派票！」梁君彥在非建制派離場抗議的情況下，以38票當選主席
。期間更在席間呼籲「揼啲」（扔）議員出去。當時主持會議的他，實為立法會代主席，事實上是擁有主席的權力對此，立法會前主席曾鈺成表示，主持星期三大會會議的梁耀忠和石禮謙權力等同主席，但是否有權判斷未完成宣誓的議員能否參與會議，議事規則並未清楚界定，新一屆議事規則委員會需要釐清。

### 經濟一週專訪
反修例運動發生接近五個月，網上平台經濟一週與石禮謙進行第一次專訪，片段當中詳述他自反修例運動以來的感受。身為建制派立法會議員，他個人不支持（《逃犯條例》修訂），認為香港政府要堵塞法律漏洞的說法是沒有必要，但因為自己的所屬派別，唯有支持政府」。他認為現時的年輕人有理想，都是為了「公義、公道、公開、公正」，政府不應藥石亂投，以為用房屋政策就可以解決問題，獨立調查才是方法。他更批評政府收地不合理，理應尊重私有財產，而且放寬樓按不但沒有解決住屋問題，反而讓年輕人跌入負資產陷阱，重演1997年的慘況。

## 馬主生涯
石禮謙是香港賽馬會的名譽遴選會員，自2006-2007馬季開始成為馬主，曾先後以喜相逢團體、優勢團體、馬克之友團體擁有名下馬匹「好著數」、「最著數」、「自由飛」、「盛勢東方」、「神龍駒」、「敬禮」；此外，他和鷹君羅氏家族後人羅志豪合夥擁有「鐘意寶」。

## 個人
- 香港大學校董會及校務委員會 成員
- 香港科技大學顧問委員會 成員
- 香港按揭證券有限公司 董事
- 強制性公積金計劃管理局 非執行董事
- 香港立法會政府帳目委員會 主席 (自2012年起)
- 英基學校協會 主席 (自2015年起)
- 香港大學名譽大學院士
- 香港科技大學名譽大學院士
- 嶺南大學名譽大學院士
- 英基學校協會 （页面存档备份，存于） ESF Independent Governors Chairman

## 非執行董事
- 港鐵（港交所：0066）
- 莊士中國（港交所：0298）
- 莊士機構（港交所：0367）
- 德祥企業（港交所：0372）
- 新昌營造（港交所：0404）
- 百利保（港交所：0617）
- 新創建（港交所：0659）
- 澳博（港交所：0880）
- 麗豐（港交所：1125）
- 勤達（港交所：1172）
- 泰山石化（港交所：1192）
- 利福國際（港交所：1212）
- 富豪產業信託（港交所：1881）
- 碧桂園（港交所：2007）
- 冠君產業信託（港交所：2778）

## 榮譽
- 太平紳士 (1995年)
- 銀紫荊星章 (2007年)
- 金紫荊星章 (2013年)

## 主持節目（無綫電視）
- 香港飯局（與程介南、曾鈺成等一同合作主持）